# Brian Aspen
Brian Aspen (ur. 6 kwietnia 1959 w Bolton) – brytyjski zapaśnik walczący w stylu wolnym. Dwukrotny olimpijczyk. Siódmy w Moskwie 1980 i odpadł w eliminacjach turnieju w Los Angeles 1984. Startował w kategorii 58–62 kg.
Wicemistrz Europy w 1984. Złoty medalista Igrzysk Wspólnoty Narodów w 1982; brązowy w 1978 i 1986 i siódmy w 1994, gdzie reprezentował Anglię. Mistrz Wspólnoty Narodów w 1985 roku.
Dziewięciokrotny mistrz kraju w 1979, 1980, 1984, 1986 i 1989 (63 kg), 1994 (69 kg) i 1981-1983 (58 kg).
Brat Berta Aspena, zapaśnika i olimpijczyka z Rzymu 1960 i Tokio 1964 roku.
- Turniej w Moskwie 1980 – 62 kg

Przegrał z Jeorjosem Chadziioanidisem z Grecji i Aurelem Șuteu z Rumunii.
- Turniej w Los Angeles 1984 – 58 kg

Pokonał Marwana Abouda z Iraku i İbrahima Akgülu z Turcji a przegrał z Hideaki Tomiyamą z Japonii.